# Góry Ugamskie
Góry Ugamskie – pasmo górskie w zachodniej części Tienszanu, na granicy Kazachstanu i Uzbekistanu, na południowy zachód od Ałatau Tałaskiego. Rozciąga się na długości ok. 100 km. Najwyższy szczyt ma wysokość 4238 m n.p.m. Pasmo zbudowane głównie ze skał osadowych (w tym wapieni, w których zachodzą procesy krasowe) i granitoidów. Na stokach występuje stepowa i półpustynna roślinność efemeryczna, doliny są porośnięte lasami liściastymi, a w wyższych partiach dominują łąki.